# Триер (посёлок)
Три́ер (чув. Триер) — посёлок в Шумерлинском районе Чувашской Республики, входит в Магаринское сельское поселение.

## География
Расположен в верховье р. Кумажана, на расстояние 130 км от Чебоксар, в 26 км от райцентра и ближайшей железнодорожной станции.

## История
Возник в 1929 г. как сельскохозяйственная артель «Триер». В разные годы входил в состав: Красночетайского (1928—1935 гг.) и Шумерлинского (1935—1965, и с 1966 г.) районов и Шумерлинского горсовета (1965—1966 г.).

## Население
| 2010 | 2012 |
| ---- | ---- |
| 18   | ↗20  |